# Wola Rożniatowska
Wola Rożniatowska (prononciation [ˈvɔla rɔʐɲaˈtɔfska]) est un village de la gmina de Drużbice, du powiat de Bełchatów, dans la voïvodie de Łódź, situé dans le centre de la Pologne.
Il se situe à environ 6 kilomètres au sud-ouest de Drużbice (siège de la gmina), 8 kilomètres au nord de Bełchatów (siège du powiat) et 40 kilomètres au sud de Łódź (capitale de la voïvodie).

## Administration
De 1975 à 1998, le village est attaché administrativement à l'ancienne voïvodie de Piotrków.

Depuis 1999, il fait partie de la nouvelle voïvodie de Łódź.